# John Densmore
John Paul Densmore (Los Angeles, Kalifornia, 1944. december 1. –) amerikai zenész és dalszerző. Leginkább a The Doors dobosaként ismert, melynek 1965 és 1973 között volt a tagja.

## Élete
John Paul Densmore 1944. december 1-jén született a kaliforniai Los Angeles-ben. Tanulmányait a Santa Monica College-ben és a northridge-i California State University-n végezte. 1965-ben lett a The Doors dobosa, és 1973-ig maradt az együttes tagja. Riders on the Storm című könyvében azt írta, hogy Jim Morrison egyre inkább önpusztító életmódja miatt egyszer otthagyta az együttest, de másnap meggondolta magát. Többször javasolta, hogy hagyjanak fel a turnézással, de Ray Manzarek és Robby Krieger nem támogatta az ötletet. A helyzet a Doors utolsó Morrisonnal adott – botrányos – koncertje után változott meg, melynek során az énekes többször földhöz vágta mikrofonját és nem volt hajlandó énekelni. Morrison 1971-ben bekövetkezett halála után a Doors trióként működött tovább, végül 1973-ban oszlott fel.
Densmore érdeklődése az 1980-as években a színjátszás felé fordult. Első színpadi szerepe 1984-ben volt saját Skins című egyfelvonásos darabjában, amit a New York-i La MaMa Experimental Theatre Club mutatott be. A Tim Robbins által rendezett Methusalem című darab zenéjéért 1985-ben elnyerte az LA Weekly Theater Award-ot. Densmore több tévéműsorban is feltűnt és olyan filmekben szerepelt, mint a Get Crazy (Malcolm McDowell partnereként) és Oliver Stone The Doors című munkája.
Densmore Riders on the Storm című önéletrajzában a The Doors tagjaként töltött éveiről írt. Ez a könyv adta Oliver Stone filmjének alapját. Az együttes három élő tagja nagyra becsülte Val Kilmer Morrison-alakítását, ám a film egészével már nem voltak megelégedve. 1993-ban a zenészt a Doors tagjaként a Rock and Roll Hall of Fame tagjai közé választották.
2002-ben Manzarek és Krieger újraalapította a Doorst, ám Densmore nem csatlakozott hozzájuk és nem járult hozzá a név használatához. Az együttes zenéjének reklámokban való használatát sem engedélyezi, mert szerinte az nem egy árucikk. 2002-ben a környezetvédelemre hivatkozva visszautasította a Cadillac 15 millió dolláros ajánlatát a Break On Through (To the Other Side) című dalért.
Densmore Tribaljazz nevű együttesének 2006-ban jelent meg az első nagylemeze. A zenész állítólag első regényén dolgozik, emellett – ha ideje engedi – egyetemi előadásokat is tart.